# 維利霍韋齊河 (德涅斯特河支流)
維利霍韋齊河（烏克蘭語：Вільховець），是烏克蘭的河流，位於該國西部，屬於德涅斯特河的左支流，流經捷爾諾波爾州，河道全長15公里，流域面積49平方公里。